# Cryptadelphia
Cryptadelphia — рід грибів родини Trichosphaeriaceae. Назва вперше опублікована 2004 року.

## Класифікація
До роду Cryptadelphia відносять 7 видів:
- Cryptadelphia abietis
- Cryptadelphia brevior
- Cryptadelphia fusiformis
- Cryptadelphia groenendalensis
- Cryptadelphia obovata
- Cryptadelphia pendulispora
- Cryptadelphia polyseptata